# 日下部太郎
日下部 太郎（くさかべ たろう、旧名：八木 八十八〈やぎ やそはち〉、弘化2年6月6日〈1845年7月10日〉 - 明治3年3月13日〈1870年4月13日〉）は、幕末の越前福井藩士。福井藩初の海外派遣留学生（明治時代初の官費留学生の一人）。アメリカ合衆国のラトガース大学科学校に在学中、病死した。

## 生涯
越前国福井城下江戸町（現在の福井市宝永4丁目）にて、福井藩士八木郡右衛門（のち八木寿）と妻くまの長男（8男3女）として生まれた。郡右衛門は武術に優れ、近習番・表小姓を経て御先物頭次席となり、慶応3年8月より御使番に（禄高計150石）、明治元年9月から10月には福井藩も参加した会津戦争の補充兵として道中軍監を務めた。
八十八は読書好きで数え10歳頃には漢籍を原文のまま読んだとされ、早くも13歳（安政4年頃）から藩校明道館（数え15歳以上の藩士子弟対象）にて吉田東篁らに就いて学問を修め、安政5年（1858年）には学業勉励の褒賞として『小学』一部と墨を賜った。
なお、明道館は熊本藩の横井小楠による意見書「学校問答書」（嘉永5・1852年）などを参考に安政2年（1855年）に設立された。橋本左内が幹事兼助教を経て、安政4年（1857年）には学監同様を務め（安政の大獄により安政6年に処刑）、安政5年以降はしばしば横井小楠も招かれ講義した。この間、西洋の兵術・学問摂取のため武芸稽古所・洋書習学所が附属開設された他、新たに実用的教科として財政・建築・砲術・暦法・航海術の基礎となる算科も導入されていた。
長州藩の高杉晋作は、万延元年（1860年）の東国遊歴の際、福井で横井に面会しており、文久3年頃に記したとされる交友帳『観光録』には、「越前藩、横井門人」として、八木八十八をはじめ高木庄次郎・二見新二郎（新次郎）・三岡石五郎の名が記されている。

### 藩兵として
文久3年（1863年）の八月十八日の政変後、政事総裁職を罷免されていた前藩主松平春嶽の上洛に、八十八は父とともに藩兵として随従、翌元治元年（1864年）まで京都警衛の任にあたった。さらに、同年後半の第一次長州征討出兵時には、目付役浅井権十郎に随行して豊前国小倉へ出張した。慶応元年2月（1865年3月）の帰藩後、6月に新撰農兵差配役助に任じられた後、9月には藩命により英学修行のため山岡次郎（明治4年にアメリカ留学）とともに長崎へ留学した。

### 長崎留学
八十八は米国オランダ改革派宣教師グイド・フルベッキが教える済美館（元長崎英語伝習所）で学び、同館で横井小楠の甥である肥後藩士横井左平太・横井太平兄弟らと出会った。横井兄弟は翌慶応2年4月にフルベッキの紹介でアメリカへ密航留学したが、それと前後して慶応2年4月7日（1866年5月21日）に幕府は邦人の海外渡航の禁制解除を布達した。
なお、八十八の長崎留学には同地で把握しうる幕末末期の諸藩・諸外国の動静探査も兼ねていたらしく、慶応2年7月に帰藩する際、藩船富有丸で大坂へ向かい、在京中の松平春嶽に長崎での見聞を書面で報告した。フルベッキや英国公使館通訳アレクサンダー・フォン・シーボルト、同年に欧州から帰国した薩摩藩の五代才助らを介して得た情報（英国公使パークスによる大政奉還論、薩摩藩の公議政体論、英国とフランスの確執、英国–薩摩藩・薩摩藩–長州藩・フランス–幕府の密接な関係を示す証言や書簡）を記した文面は、のちに春嶽の事績を纏めた歴史書『続再夢紀事』巻十七に収録され、後世の幕末史研究において頻繁に参照されている。

### アメリカ留学
慶応2年8月、海外への藩費留学を被命（1か年に金100両支給、のち250両に増額）。この海外留学に際し、日下部太郎（日下部は八木家の先祖の姓）と改名した上で、海外渡航免許状（3か年有効）を取得、慶応3年2月13日（1867年3月18日）に長崎を出港し、ジャワを経て喜望峰経由でアメリカへ渡った。
西暦1867年8月にニューヨーク着。フルベッキが所属するオランダ改革派教会の外国伝道局（ジョン・メイソン・フェリス主事）を通してニュージャージー州ニューブランズウィックのラトガース大学（Rutgers College）を紹介され、同大学附属のグラマースクールに在学していた伊勢佐太郎・沼川三郎を名乗っていた横井兄弟と再会。同年9月には3年制のラトガース大学科学校（Scientific School：1865年新設）に入学し、土木・機械工学コースを専攻した。当時の数学担当教授は、後に明治新政府に招かれたダビッド・モルレー（1873年に文部省学監として教育制度の基盤整備に貢献）だった。また、古典学部4年に在籍していた2歳年上のウィリアム・グリフィスと知り合い、正規授業とは別に彼からラテン語を習った。
なお、日下部についてグリフィスは、存命であれば首席で卒業できるほど優秀で、特に称賛に値する数学者（admirable mathematician）であったと評し、また、当時分析化学を教えていたヴァン・ダイク教授は「私が青年教授の時、日下部太郎と云う一青年があった。明晰なる頭脳を持ち、殊に数学に長じて居たが、常に難問題を発するので時には大に怖れたこともあった」と回想している。
その後、日下部及び横井兄弟ら密航留学生の計9名（薩摩藩の大原令之助・種子島敬輔・長澤鼎・松村淳蔵・杉浦弘蔵・永井五百助）は、フルベッキらの助力もあり、明治維新を経て樹立された明治政府によって、明治2年3月23日（1869年5月4日）に初の官費留学生に認定された（1か年に洋銀600元支給）。なお、この認定は、日下部及び横井兄弟らをアナポリス海軍兵学校へ進学させることを前提とした措置でもあった。

### 卒業前の客死
しかし、日下部は過労により肺結核に罹り、1869年の2年次修了後の夏季休暇には休養もかねて、ナイアガラの滝からカナダのモントリオールを経て、景勝地ジョージ湖へ至る船旅を仲間と過ごしたが、病状は悪化。翌年には一時帰国を決意し、福井藩を通して明治政府へ提出した帰国願も了承されたものの、1870年4月13日、卒業2か月前に死去した。満24歳（享年26）。
なお、万死の床に臥す日下部に「今に及んで宜しく一たび天主を拝し其教を信じ一身将来の福を求めよ」と、キリスト教への改宗を懇諭したある教師に対し、日下部は容儀を正して「我海外に遠遊する日新の学に依り国学に裨益せんを要するのみ、天主教は我大禁なり、豈に一身の福を求むる為めに国禁を犯すの大罪人為らん哉」と述べ、最期まで改宗を受け入れなかったとされる（日本でのキリシタン禁制の高札撤去は1873年）。
ラトガース大学は、大学初の才能ある日本人留学生の死を悼み、4月15日午後に大学を挙げて丁重なる葬儀を執行した。その後、八木家の意向を確認した上で、亡骸は大学近隣のウィロー・グローブ墓地（英：Willow Grove Cemetery）に埋葬され、正面に「大日本 越前 日下部太郎墓」と日本語表記した石柱の墓碑が建立された。また、日下部に卒業生と同等の資格を与えるとともに、優秀な卒業生等にその資格が与えられるファイ・ベータ・カッパ協会（全米の大学の優秀な卒業生で組織する学生結社）の会員として、1870年卒業クラスからは日下部を含め9名を選考した。その証のゴールデンキー（懐中時計のネジ巻き用）は、11ヵ月後に福井藩に教師として招聘されたグリフィスによって故郷の父親に手渡された。なお、グリフィス自身も日下部の死の前年に協会会員となっており、後に彼が日本への渡航を決心したのも、日下部の優秀さに感銘を受けたことによる。
その後、日下部の遺品は故郷に送られた。3年の滞在期間で読破した洋書は200冊を超えていたとされ、それらは明新館と名を改めた藩校（現・福井県立藤島高等学校）に寄贈された（寄贈書籍のほとんどは戦災で焼失、わずかな洋書が福井市立郷土歴史博物館に現存）。 
遺髪は父により菩提寺の清円寺（福井市宝永4丁目）に葬られたと伝えられる。法名は篤信院仰譽睦肥善道居士。 

## 家族
父・八木郡右衛門は多額の借金を負いながら日下部に仕送りをした。また、旧暦明治2年1月に日下部の弟である次郎と三郎を相次いで亡くしたうえ、2月に御使番の職を解かれ、さらに日下部の死後ほどなくして妻のくまを亡くした（のち再婚）。

## ウィロー・グローブ墓地の日本人墓地
日下部の葬儀及び墓地区画に関連する諸経費（葬儀代、棺・土地・石碑・芝及び生垣代ほか手数料を含め総額799.25ドル）は、結果的に明治政府が全額負担したことから、この一件は、その後日本人官吏・留学生等が外国で客死した際の埋葬諸経費を公費負担する根拠事例として参照された。
その後、日下部が埋葬されたウィロー・グローブ墓地（英:Willow Grove Cemetery）の日本人墓地の区画には、1871年から1886年に現地周辺地域で客死した下記日本人7名の亡骸も埋葬され、各々の墓碑も建立された。
- 長谷川雉郞（1871年没） - 姫路藩、大学南校派遣留学生
- 松方蘇介（1872年没） - 薩摩藩、岩倉使節団員（岩倉具視随員）、松方正義の実兄松方正易の長男（本名は正男）
- 小幡甚三郎（1873年没） - 小倉県、旧中津藩主奥平昌邁の渡米に随行
- 入江音次郎（1873年没） - 長州藩、勧農寮派遣留学生、入江九一の養嗣子（妻の実弟）
- 川崎新次郎（1885年没） - 薩摩藩出身実業家川崎正蔵の三男、慶應義塾・東大予備門出身の私費留学生
- 阪谷達三（1886年没） - 備中の儒者阪谷朗廬の三男、起立工商会社ニューヨーク支店勤務
- 高木三郎・須磨夫妻の長女（1877年没）  - 生後まもなく夭逝

なお、『週刊NY生活』紙（2020年12月19日7面）によれば、ラトガース大学の「図書館に保存されている1958年1月11日付の地元紙、ザ・デイリー・ホーム・ニューズが『明治初期の日本人留学生の墓が23年間も倒れたまま、荒地に放置されている』と報じるまで、在米邦人はこの墓の存在を知らなかった。この記事を読んだニューヨーク日系人会（JAA）の代表が、当時のポール市長にかけあい、修復工事を依頼、市長は、ヘルスケア大手のジョンソン＆ジョンソンのジョージ・スミス社長に修復のための工事費、200ドルを懇願、墓石修復を行ったという。しかし1977年にこれらの墓石が再び将棋倒しのように倒れ、日下部の故郷、福井市市長が来米して修復、現在に至」るとされる。

## 日下部太郎をめぐる国際交流
一方、福井市立郷土歴史博物館『よみがえる心のかけ橋』によれば、1974年（昭和49年）に福井青年会議所メンバーが日下部の事績を調査するためラトガース大学とウィロー・グローブ墓地を訪れた際には、すでに日下部の石碑は頭から折れて横倒しになっていたため、その善処を求めてニューブランズウィック市長と面談。その後、1977年（昭和52年）に大武幸夫福井市長が同市を訪問、ラトガース大学内教会で日下部の追悼法要を行い、現地市長に墓地の復元のため2,000ドルを寄付した。その後、1980年（昭和55年）10月、留学生の墓に桜の木を植樹する式典が行われ、1982年（昭和57年）5月、福井市はニューブランズウィック市と姉妹都市提携を調印、1990年（平成2年）10月には、福井県とニュージャージー州が姉妹友好関係を締結した。
この間、1978年（昭和53年）4月のラトガース大学副学長一行の福井大学訪問を契機として、翌年には両大学の恒常的な国際交流が企図され、福井大学を中心に日下部太郎・グリフィス学術文化交流基金事業を計画。1980年（昭和55年）に「財団法人日下部・グリフィス学術・文化交流基金」が発足（福井大学内に事務局設置）、2014年（平成26年）3月には公益財団法人に認定された。

## 日下部太郎の記念碑
- 堕涙碑（だるいひ） - 所在地：福井市グリフィス記念館（福井市中央3丁目5-4）敷地内。1873年（明治6年）7月に吉田東篁が撰した追悼文「堕涙碑」[30]を刻字した顕彰碑。日下部とグリフィスのレリーフと併せ、1976年（昭和51年）11月3日に福井青年会議所が市立図書西側敷地に建立。2015年（平成27年）に現在地に移転。
- 日下部太郎とグリフィスの師弟像 - 所在地：足羽川河畔・幸橋北詰（福井市中央3丁目14）。2003年（平成15年）に福井市・ニューブランズウィック市姉妹都市提携20周年を記念して設置。

## 関連文献
- 福井市役所『稿本 福井市史』上巻、1941年。
- 中拂仁「ラットガーズ大学卒業生の滞日活動 (II)」国士舘大学政経学会『國士舘大學政經論叢』8巻1号、1996年。
- 酒井康行編刊「あれから四十年　日本人をアメリカに認識させた幕末の海外留学生」2017年。